# Pohjaspää
Pohjaspää är en udde i Finland. Den är en del av ön Fagerö och ligger i Pyttis kommun i landskapet Kymmenedalen, i den södra delen av landet, 100 km öster om huvudstaden Helsingfors.
Terrängen inåt land är platt.  Närmaste större samhälle är Kotka, 13,7 km nordost om Pohjaspää. 